# Andrew Wylie (Literaturagent)
Andrew Wylie (* 4. November 1947 in New York City) ist ein US-amerikanischer Literaturagent.

## Leben
Wylies Vater Craig Wylie arbeitete beim Verlag Houghton Mifflin als Cheflektor. Seine Mutter war großbürgerlicher Herkunft. In Harvard studierte Andrew Wylie Romanistik, gehörte in New York eine Zeitlang zum Kreis um Andy Warhol und arbeitete zeitweise als Taxifahrer.
1972 veröffentlichte Wylie den schmalen Lyrikband Yellow Flowers, mit teilweise sexuell expliziten Gedichten („sexually explicit poetry“), die er jedoch in einem Interview 2007 als Jugendsünden („youthful indiscretions“) abtat.
Im Jahr 1980 gründete er in New York seine Agentur Wylie (The Wylie Agency). 1986 schloss er sich mit der Londoner Agentur Aitken & Stone zusammen. 1996 wurde diese Verbindung wieder aufgelöst, und Wylie eröffnete eine eigene Niederlassung der Wylie Agency in London. Die Agentur beschäftigt rund 40 Angestellte.
Mehrfach wurde Wylie für sehr hohe Vorschüsse bekannt, die er für seine Autoren heraushandelte. In der Branche ist er unter dem Spitznamen „The Jackal (Der Schakal)“ bekannt. Der Literaturkritiker Volker Weidermann beschrieb ihn in der Zeit als „eine echte Weltmacht im internationalen Buchmarkt … in der ganzen Welt präsent – respektiert, gefürchtet und geachtet, je nach Perspektive.“
Wylie vertritt mit seiner Agentur über 800 Schriftsteller, Fotografen, Politiker, darunter weltbekannte wie Al Gore, Saul Bellow, Jorge Luis Borges, Claudio Magris, Norman Mailer, Salman Rushdie, Philip Roth, W. G. Sebald und Nachlässe von Vladimir Nabokov, Susan Sontag, Paul Bowles, John Updike, Evelyn Waugh, W.G. Sebald, Hunter S. Thompson und Kurt Vonnegut,  zudem aus dem Kreis der deutschen Gegenwartsschriftsteller Jenny Erpenbeck und Christian Kracht.
Wylie ist seit 1980 in zweiter Ehe verheiratet, er hat zwei Töchter und einen Sohn aus erster Ehe.